# Megabalanus transversostriatus
Megabalanus transversostriatus is een zeepokkensoort uit de familie van de Balanidae. De wetenschappelijke naam van de soort is voor het eerst geldig gepubliceerd in 1958 door Beurlen.